# Liège
Liège (francoska izgovorjava: [ljɛːʒ]; nizozemsko Luik [lœyk]; valonsko Lidje; nemško Lüttich), do 1949 Liége, je frankofonsko mesto v južni belgijski regiji Valoniji, administrativno središče province Liège.
Liège je gospodarsko in kulturno središče Valonije. S 600.000 prebivalci v aglomeracijskem območju je za Brusljem in Antwerpnom tretje najštevilčnejše v državi, po velikosti občine pa četrto (za Antwerpnom, Gentom in Charleroiem). Od leta 972 do 1795 je bil glavno mesto Kneževine Liège.

## Geografija
Liège se nahaja na vzhodu Valonije v bližini meje z Nemčijo in Nizozemsko, ob reki Meuse in njenem desnem pritoku Ourthe.

## Zgodovina
Mesto se prvikrat omenja leta 558 kot Vicus Leudicus. Konec 7. in v začetku 8. stoletja je pod sv. Lambertom, škofom Maastrichta (636-700) njegovo ozemlje doživelo proces kristjanizacije. Njegov naslednik sv. Hubert je dal v mestu zgraditi baziliko, kamor je prenesel relikvije sv. Lamberta. S prenosom sedeža škofije iz Maastrichta v Liège je postal tudi njegov prvi škof. Par stoletij zatem je Liège, po odloku cesarja Svetega rimskega cesarstva Otona II., v letu 972 postal sprva sedež kneževine, zatem sedež knezoškofije, ki je trajala od 985 do 1794. Prvi knezoškof Notger je iz mesta naredil veliko intelektualno in cerkveno srednjeveško središče.
Po uporu meščanov sredi 14. stoletja proti tedanjem knezoškofu Enegelbertu III. de la Marcku je mesto dobilo edinstven politični sistem, v katerem je popolno oblast dobilo 32 mestnih cehov. Vsak član ceha je imel pravico sodelovati pri oblasti, vsi cehi so si bili enakopravni med seboj.
Sredi 15. stoletja so ozemlju Lièga skušali zavladati burgundski grofi. Vojvod Filip Dobri je v prvi polovici 15. stoletja postal vladar večine nizozemskih dežel, ta čas imenovanih tudi burgundska Nizozemska. Leta 1456 je vsled dobrih odnosov s papežom Kalikstom III. dal zamenjati knezoškofa Janeza VIII. Heinsberga s tedaj osemnajstletnim nečakom Ludvikom Burbonskim. Ob šolanju Ludvika še nadaljnih sedem let na Univerzi v Leuvenu je Liègu dejansko vladal Filip Dobri. V 60. letih so sledili trije upori meščanov. Leta 1468 je po obleganju mesto zavzel in požgal Karel Drzni.
Leta 1477 je Liège postal del Habsburške monarhije, po letu 1555 pod špansko suverenostjo, znotraj katere pa je bil še vedno v rokah knezoškofov. Vlada Erarda de la Marcka (1506-1538) sovpada s tim. Renaissance Liégeoise. V času protireformacije je bila škofija razdeljena in posledično izgubila svojo regionalno moč. V 17. stoletju so Liègu vladali knezoškofi iz bavarske družine Wittelsbach, ki so imeli oblast tudi nad Kölnom in ostalimi škofijami v severozahodnem delu svetorimskega cesarstva.
V času španske nasledstvene vojne (1701-1714) ga je s pomočjo francoskih zaveznikov osvojil angleški vojvoda Marlborough. Sredi 18. stoletja so v mesto začele prihajati revolucionarne ideje francoskih enciklopedistov, katere so dobile podporo tudi v knezoškofu de Velbrucku (1772-1784). 18. avgusta 1789 je po vzoru francoske revolucije, le dober mesec dni kasneje, izbruhnila Lieška revolucija, ki jo je poskuskila zatreti avstrijska vojska. Sledili so boji s francosko revolucionarno vojsko, ki ji je v kampanji 1794 le uspelo povsem osvojiti Liège in uveljaviti močan proticerkveni režim. Med drugim je ukinila knezoškofijo, potrjeno s konkordatom leta 1801. Francija je mesto izgubila leta 1815 z Dunajskim kongresom, na katerem so zmagovite sile mesto dodelile novoustanovljeni Kraljevini Združene Nizozemske. Slednje je imelo Liège v rokah le do leta 1830, ko je z Belgijsko revolucijo nastala neodvisna in nevtralna Belgija. Z njo se je Liège hitro razvil v enega vodilnih jeklarskih središč tedanje Evrope. Leta 1886 se je iz mesta razširil po okolici delavski upor, ki so ga uspeli zatreti šele z vojsko.
Proti koncu 19. stoletja je mesto dobilo verigo dvanajstih trdnjav, zgrajenih okoli njega, da bi zagotovile obrambo države. Slednje so bile tudi glavna ovira nemškega prodiranja proti Franciji v začetku prve svetovne vojne leta 1914. Ob invaziji 5. avgusta so nemške sile kmalu dosegle Liège, ki ga je branilo 30.000 belgijskih vojakov pod poveljstvom generala Lemana. Utrdbe so na začetku uspele zadržati nemško armado. Po petih dnevih bombardiranja utrdb z 42 cm havbicami "debelimi Bertami" je en direktni zadetek povzročil močno eksplozijo, ki je posledično vodil k predaji belgijske vojske. Njen odpor je bil sicer krajši od načrtovanega, vendar je dvanajst dni zamude pri napredovanju nemške vojske na koncu le prispevalo k neuspehu nemške invazije Francije. Mesto je bilo pod nemško okupacijo do konca vojne, za svoj odpor je prejelo Legijo časti.
Nemci so se vrnili v Liège ob začetku druge svetovne vojne, tokrat so ga uspeli osvojiti le v treh dneh. Ob njegovem osvobajanju septembra 1944 je bil po umiku nemške vojske vse do konca vojne deležen intenzivnega zračnega bombardiranja z izstelki V1 in V2. Julija 1950 je vodja lieške izpostave Generalne zveze belgijskih delavskih sindikatov André Renard sprožil splošno stavko proti belgijskemu kralju Leopoldu III. zaradi njegove vprašljive dejavnosti med drugo svetovno vojno in zavzel samo mesto. Stavka je na koncu vodila k Leopoldovi abdikaciji.
V drugi polovici 20. stoletja je Liège začutil posledice padca industrije, sprva premogovništva, kasneje tudi jeklarstva, na svojih ramenih. Ob čedalje večji nezaposlenosti in s tem povezanimi družbenimi napetostmi se je pozimi 1960/61 ponovno znašel v splošni stavki, med katero je bila uničena glavna železniška postaja Guillemins. Najhujši boji med nezadovoljnimi delavci in na zabarikadirane ulice poslano vojsko so potekali 6. januarja, ko je bilo v sedmih urah pouličnih bojev ranjenih 75 ljudi".

## Zanimivosti
- Velika palača knezoškofov iz Lièga je zgrajena na trgu sv. Lamberta, kjer je stala stara Lambertova stolnica pred francosko revolucijo. Najstarejši prostori so iz 16. stoletja. Arheološki prikaz Archeoforum je na ogled pod trgom sv. Lamberta.
- Perron, steber z globusom v bližini trga du Marché je bil nekoč v knežoškofiji simbol pravičnosti in je zdaj simbol mesta. Stoji pred mestno hišo iz 17. stoletja.
- Sedanja stolnica v Liègu, posvečena sv. Pavlu, ima zakladnico in grobnico svetega Lamberta. Je ena od prvotnih sedmih kolegijev, med njimi nemško-romanska cerkev svetega Jerneja (Saint Barthélémy) z znamenitim krstilnikom Reniera Huya in cerkev sv. Martina.
- Cerkev sv. Jakoba (Saint-Jacques) je verjetno najlepša srednjeveška cerkev v Liègu. Zgrajena je v tako imenovanem flamboyant - dekorativnem ali razposajenem gotskem slogu, medtem ko je veranda iz zgodnje renesanse. Kipi so delo kiparja Lièga, Jeana Del Coura. Sveti Jakob ima tudi 29 spektakularnih mizerikordij iz 14. stoletja.
- Glavni muzeji v Liègu so: MAMAC (Muzej moderne in sodobne umetnosti), Muzej valonskega življenja in Muzej valonske umetnosti in verske umetnosti (Mozanska umetnost). Muzej Grand Curtius je elegantno opremljen dvorec iz 17. stoletja vzdolž reke Meuse in hrani zbirke egiptologije, orožja, arheologije, likovne umetnosti, verske umetnosti in mozanske umetnosti.
- Druge zanimivosti so zgodovinsko središče mesta (Carré), območje Hors-Château, območje Outremeuse, parki in bulvarji ob reki Meuse, Citadela, stopnišče s 374 stopnicami [17] "Montagne de Bueren", ki vodijo od Hors-Château do Citadele, nakupovalni center "Médiacité", ki sta ga oblikovala Ron Arad Architects in železniška postaja Liège-Guillemins, ki jo je zasnoval Santiago Calatrava.

## Osebnosti
- blažena Eva Lieška, redovnica (ok. 1205-1265)
- Johannes Ciconia, skladatelj in teoretik (ok. 1335-1411)
- André Ernest Modeste Grétry, skladatelj (1741-1813),
- André Dumont, geolog (1809-1857),
- César Franck, skladatelj, organist (1822-1890),
- Gérard Leman, general (1851-1920),
- Eugène Ysaÿe, violinist, skladatelj (1858-1931),
- Roger Laurent, dirkač Formule 1 (1913-1997),
- Justine Henin, tenisačica (1982).

## Šport
Spomladi mesto gosti enodnevno kolesarsko dirko Liège–Bastogne–Liège, eno od petih "klasik" na koledarju evropskega profesionalnega cestnega kolesarstva, njen začetek sega v leto 1892. Liège je tudi edino mesto, ki se ponaša z gostiteljstvom vseh treh velikih kolesarskih dirk: francoskega Toura, italijanskega Gira in španske Vuelte.
- Standard Liège, nogometno društvo, ustanovljeno leta 1898, 10-kratni državni prvak, 5-kratni pokalni prvak, svoj domicil ima na stadionu Stade Maurice Dufrasne.

## Pobratena mesta
- Aachen (Severno Porenje - Vestfalija, Nemčija),
- Esch-sur-Alzette (Luksemburg),
- Köln (Severno Porenje - Vestfalija, Nemčija),
- Krakov (Malopoljsko vojvodstvo, Poljska),
- Lille (Nord-Pas-de-Calais, Francija),
- Lubumbashi (Demokratična republika Kongo),
- Maastricht (Limburg, Nizozemska),
- Nancy (Lorena, Francija),
- Plzeň (Češka),
- Porto (Portugalska),
- Rotterdam (Južna Holandija, Nizozemska),
- Saint-Louis (Senegal),
- Szeged (Južna velika nižina, Madžarska),
- Tanger (Maroko),
- Torino (Piemont, Italija),
- Volgograd (Južni zvezni distrikt, Rusija).